# Nader és Simin – Egy elválás története
A Nader és Simin – Egy elválás története (eredeti címe: جدایی نادر از سیمین) 2011-ben bemutatott iráni filmdráma Aszhar Farhadi rendezésében. 2012-ben elnyerte a legjobb nemzetközi játékfilmnek járó Oscar-díjat.

## Cselekménye
Simin válni akar férjétől, Nadertől, ezért elköltözik otthonról. Nader kénytelen felfogadni az állapotos házvezetőnőt, Raziehet, hogy gondozza Alzheimer-kóros apját. A nő és Nader vitába keveredik, és a férfi kituszkolja lakásából Raziehet, aki a lépcsőn elesik, és később elvetél. Razieh és férje bírósági pert indít Nader ellen. A tárgyalások során kiderül, hogy mindkét fél hazudik. A szereplők motivációi a komplex dilemmák miatt folyamatosan változnak, és a korábban szorosnak gondolt családi kapcsolatok is meggyengülnek.

## Szereposztás
| Szereplő | Színész         |
| -------- | --------------- |
| Simin    | Leila Hatami    |
| Nader    | Pejman Moádi    |
| Razieh   | Szareh Bajat    |
| Termeh   | Szarina Farhadi |

## Fontosabb díjak
- Oscar-díj (2012)
  - díj: legjobb idegen nyelvű film
- Berlini Nemzetközi Filmfesztivál (2012)
  - díj: Arany Medve-díj, legjobb női és férfi főszereplő
- César-díj (2012)
  - díj: legjobb külföldi film
- Golden Globe (2012)
  - díj: legjobb idegen nyelvű film